# Уругвај на Светском првенству у атлетици у дворани 2012.
Уругвај је учествовао на Светском првенству у атлетици у дворани 2012. одржаном у Истанбулу од 9. до 11. марта. девети пут. Репрезентацију Уругваја представљало је двоје атлетичара, који су се се такмичили у две дисциплине.
На овом првенству представници Уругвај нису освојили ниједну медаљу, али су постигли један лични рекорд и један најбољи резултат сезоне.

## Учесници
| Мушкарци: - Андрес Силва — 400 м | Жене: - Дебора Родригез — 400 м |  |

## Резултати

### Мушкарци
| Атлетичар     | Дисциплина | Лични рекорд | Квалификација | Квалификација | Полуфинале           | Полуфинале           | Финале               | Финале       | Детаљи |
| Атлетичар     | Дисциплина | Лични рекорд | Резултат      | Место         | Резултат             | Место                | Резултат             | Место        | Детаљи |
| ------------- | ---------- | ------------ | ------------- | ------------- | -------------------- | -------------------- | -------------------- | ------------ | ------ |
| Андреас Силва | 400 м      | 47,50 НР     | 51,93 ЛРС     | 4. у гр. 3    | Није се квалификовао | Није се квалификовао | Није се квалификовао | 29 / 31 (32) |        |

### Жене
| Атлетичарка     | Дисциплина | Лични рекорд | Квалификације | Квалификације | Полуфинале            | Полуфинале            | Финале                | Финале       | Детаљи |
| Атлетичарка     | Дисциплина | Лични рекорд | Резултат      | Место         | Резултат              | Место                 | Резултат              | Место        | Детаљи |
| --------------- | ---------- | ------------ | ------------- | ------------- | --------------------- | --------------------- | --------------------- | ------------ | ------ |
| Дебора Родригез | 400 м      |              | 57,08 ЛР      | 4. у гр. 1    | Није се квалификовала | Није се квалификовала | Није се квалификовала | 22 / 30 (32) |        |